# Кула (Кутјево)
Кула је насељено место у саставу града Кутјева, у Славонији, Република Хрватска.

## Историја
До краја Другог светског рата, Кула је била немачко село Josefsfeld. После рата у село су колонизовани Срби. Деведесетих година прошлог века, као последица рата у Хрватској, поново је дошло до исељавања становништва. У село се заменом кућа, углавном досељавају Хрвати из Срема, највише из села Хртковци.
До нове територијалне организације налазило се у саставу бивше велике општине Славонска Пожега.

## Становништво
На попису становништва 2011. године, Кула је имала 331 становника.

## Попис 1991.
На попису становништва 1991. године, насељено место Кула је имало 395 становника, следећег националног састава:
| Попис 1991.‍  | Попис 1991.‍  | Попис 1991.‍ | Попис 1991.‍ | Попис 1991.‍ |
| ------------ | ------------ | ----------- | ----------- | ----------- |
|              |              |             |             |             |
| Срби         | Срби         |             | 360         | 91,13%      |
| Хрвати       | Хрвати       |             | 17          | 4,30%       |
| Југословени  | Југословени  |             | 5           | 1,26%       |
| Чеси         | Чеси         |             | 4           | 1,01%       |
| неопредељени | неопредељени |             | 9           | 2,27%       |
| укупно: 395  |              |             |             |             |